# Ayami Ōishi
Ayami Ōishi (japanisch 大石 綾美, Ōishi Ayami, * 9. April 1991 in Toyota, Präfektur Aichi) ist eine japanische Ruderin und Teilnehmerin an den Olympischen Spielen 2016, Olympischen Spielen 2020 und Olympischen Spielen 2024 im Leichtgewichts-Doppelzweier.

## Karriere
Ayami Ōishi begann mit dem Rudersport in der High School, nachdem sie von einem älteren Schüler inspiriert wurde, der in der Rudermannschaft war. 2009 belegte sie bei den Junioren-Weltmeisterschaften im Doppelvierer den zweiten Platz im C-Finale, womit sie den Wettbewerb auf dem 14. Platz abschloss. Zusammen mit Takako Shudo startete sie 2012 bei den U23-Weltmeisterschaften in Trakai im Leichtgewichts-Doppelzweier. Die beiden belegten den fünften Platz im B-Finale und damit am Ende Platz 11. Anschließend starteten die beiden zusammen mit Akiko Iwamoto und Atsumi Fukumoto bei den Weltmeisterschaften im Leichtgewichts-Doppelvierer. Der japanische Vierer belegte den vierten Platz im B-Finale, was in der Endabrechnung Platz 10 bedeutete. 2013 gewann sie mit Atsumi Fukumoto beim zweiten Weltcup der Saison in Eton im Leichtgewichts-Doppelzweier das B-Finale, womit sie Siebte wurden. Anschließend wechselte sie in den Leichtgewichts-Einer und gewann die Bronzemedaille bei der U23-Weltmeisterschaft. 2015 stieg sie zusammen mit Chiaki Tomita in den Leichtgewichts-Doppelzweier. Die beiden gewannen den Titel bei der Sommer-Universiade in Gwangju. Bei den Weltmeisterschaften belegten die beiden den fünften Platz im C-Finale und schlossen den Wettbewerb so auf Platz 17 ab. Im April 2016 gewannen sie bei der olympischen Qualifikationsregatta für Asien und Ozeanien in Chungju und qualifizierten sich für die Olympischen Sommerspiele 2016. Beim anschließenden Weltcup in Luzern gewannen die beiden das C-Finale und belegten damit den 13. Platz. Bei den Olympischen Sommerspielen in Rio de Janeiro belegten sie den vierten Platz im Vorlauf und mussten damit in den Hoffnungslauf. Mit dem zweiten Platz im Hoffnungslauf gelang es ihnen sich für das Halbfinale A/B der besten 12 Boote zu qualifizieren. Nach dem sechsten Platz im Halbfinale belegten sie auch den sechsten Platz im B-Finale und wurden damit in der Endabrechnung 12. bei den Wettbewerben in der Lagune Rodrigo de Freitas.
2018 belegte sie beim dritten Weltcup der Saison in Luzern zusammen mit Kanako Ueda, Natsumi Yamaryo und Ai Tsuchiya den sechsten Platz im Leichtgewichts-Doppelvierer. Bei der Weltmeisterschaft startete sie mit Natsumi Yamaryo im Leichtgewichts-Doppelzweier. Die beiden kamen auf dem vierten Platz im B-Finale ein und belegten damit den zehnten Platz. In der Saison 2019 wechselte sie regelmäßig die Partnerin. In Plowdiw beim ersten Weltcup der Saison 2019 gewann sie mit Chiaki Tomita das B-Finale im Leichtgewichts-Doppelzweier, womit die beiden den siebten Platz belegten. Beim dritten Weltcup der Saison in Rotterdam belegte sie mit Natsumi Yamaryo den vierten Platz im B-Finale und damit Platz 10. Bei der Weltmeisterschaft in Ottensheim trat sie dann mit Kanako Ueda an. Sie belegten den zweiten Platz im C-Finale und damit in der Endabrechnung Platz 14. Zum Abschluss der Saison gewann sie bei der Asienmeisterschaft die Bronzemedaille im Leichtgewichts-Einer. Nachdem 2020 der Großteil der Saison abgesagt wurde, startete sie mit Chiaki Tomita im Mai 2021 erneut bei der olympischen Qualifikationsregatta für Asien und Ozeanien, dieses Mal in Tokio. Die beiden konnten erneut gewinnen und sich damit für die Olympischen Sommerspiele 2020 qualifizieren. Zur Vorbereitung auf die Spiele starteten sie beim zweiten Weltcup der Saison in Luzern, wo sie den sechsten Platz belegten. Bei den Olympischen Sommerspielen in Tokio belegten sie den dritten Platz im Vorlauf und mussten damit in den Hoffnungslauf. Mit dem dritten Platz im Hoffnungslauf gelang es ihnen sich für das Halbfinale A/B der besten 12 Boote zu qualifizieren. Nach dem fünften Platz im Halbfinale belegten sie im B-Finale den vierten Platz und wurden damit in der Endabrechnung 10. bei den Wettbewerben auf dem Sea Forest Waterway. 2024 belegten Ayami Ōishi und Emi Hirouchi als Dritte des C-Finales den 15. Rang bei den Olympischen Spielen in Paris.

## Internationale Erfolge
- 2009: 14. Platz Junioren-Weltmeisterschaften im Doppelvierer
- 2012: 11. Platz U23-Weltmeisterschaften im Leichtgewichts-Doppelzweier
- 2012: 10. Platz Weltmeisterschaften im Leichtgewichts-Doppelvierer
- 2013: Bronzemedaille U23-Weltmeisterschaften im Leichtgewichts-Einer
- 2015: Goldmedaille Sommer-Universiade im Leichtgewichts-Doppelzweier
- 2015: 17. Platz Weltmeisterschaften im Leichtgewichts-Doppelzweier
- 2016: 12. Platz Olympische Sommerspiele im Leichtgewichts-Doppelzweier
- 2018: 10. Platz Weltmeisterschaften im Leichtgewichts-Doppelzweier
- 2019: 14. Platz Weltmeisterschaften im Leichtgewichts-Doppelzweier
- 2019: Bronzemedaille Asienmeisterschaften im Leichtgewichts-Einer
- 2020: 10. Platz Olympische Sommerspiele im Leichtgewichts-Doppelzweier
- 2024: 15. Platz Olympische Sommerspiele im Leichtgewichts-Doppelzweier

## Berufsweg
Ōishi schloss ihr Studium in Sportwissenschaften 2014 an der Waseda-Universität ab.